# Torpedobaad Nr. 4
Den første danske torpedobåd med selvbevægelige torpedoer var Torpedobaad Nr. 4. Den blev bygget hos Thornycroft i England og ankom til Danmark i 1879. Bar 1882-1894 navnet Hajen, og hed derefter Torpedobaad af 2 Klasse Nr. 2, og fra 1912 Patruljebaad Nr. 1. Udgik i 1916.

## Baggrund og design
Den danske marine havde i løbet af 1870'erne eksperimenteret med anvendelse af såvel stangtorpedoer som slæbetorpedoer, men efter at man i 1876 havde fået den første sending selvbevægelige torpedoer fra Whitehead, samlede interessen sig om dette våben. I første omgang blev torpedoerne installeret i det nye panserskib Helgoland, men i oktober 1877 besluttede marineministeriet, at der skulle bestilles en torpedobåd hos firmaet Thornycroft i England, og kontrakten blev underskrevet i september 1878. Båden skulle forsynes med et torpedoapparat i stævnen, beregnet til 35 cm torpedoer. Fartøjet blev søsat i 1879 og med dansk besætning blev det sejlet over Nordsøen og ankom til København 19. august 1879.

## Tjeneste
- 1879: Indgik i september-oktober i årets øvelseseskadre.
- 1880: September-oktober: Egne øvelser i Bramsnæsvig, og derpå i eskadre.
- 1881: Juli-august: Indgik i torpedobådsafdeling med Torpedobaad Nr. 1 og Torpedobaad Nr. 5.
- 1882: Fik 18. januar navnet Hajen. I juli-august udrustet sammen med Søulven, Sværdfisken og de tre torpedobåde af anden klasse, Nr. 1, 4 og 5.
- 1883: I august-september udrustet sammen med Søulven, Sværdfisken og Delfinen. De fire torpedobåde indgik 1.-16. september i årets eskadre.
- 1884-1888: Hver sommer udrustet som skoleskib for maskinister, til betjening af torpedobådsmaskineri.
- 1889, 1892, 1895, 1898 og 1901: Udrustet i august-september som en del af årets øvelseseskadre.
- 1894: 28. april omdøbt til Torpedobaad af 2 Klasse Nr. 2.
- 1912: Omdøbt til Patruljebaad Nr. 1.
- 1914-16: Indgik i Sikringsstyrken som en del af Defensionseskadren ved København. Derefter udgået.[5]